# Ejido de Mozoquilpan
Ejido de Mozoquilpan är en ort i kommunen Otzolotepec i delstaten Mexiko i Mexiko. Samhället hade 3 154 invånare vid folkräkningen år 2020.